# 時頻分析轉換關係
在時間與頻率的分析領域中，有不少的訊號的單純使用頻域或時域表示，而是同時使用時域與頻域來表示。
有幾種方法或轉換被里昂·柯恩統整組織被稱為"時頻分析"，最常被使用的方法稱為「二次」或「雙線性時頻分析」，而此類方法中，最被廣泛使用的方法中以韋格納分布為其中之一，其他的時頻分布則被稱為維格納分佈的摺積版。另一個被廣泛使用的方法為頻譜圖，為「短時距傅立葉轉換」的平方，頻譜圖有著平方必為正的優點，容易由圖理解，但有著不可逆的缺點，如短時距傅立葉轉換不可逆計算，無法從頻譜圖找回原信號。而驗證這些理論與定義驗證可以參考「二次式時頻分布理論」。
本文主題雖是訊號處理領域，但是藉由量子力學的相空間來推導某些分布從A分布轉換至B分布的過程。一個信號在相同的狀況下，給與不同的時頻分布表示方式，透過簡單的平滑器或濾波器，計算出其他分布。

## 一般化
如果我們用變數ω=2πf，然後，借用量子力學領域中使用的符號，就可以顯示該時間-頻率表示，如維格納分佈函數和其它雙線性時間-頻率分佈，可表示為
{\displaystyle C(t,\omega )={\dfrac {1}{4\pi ^{2}}}\iiint s^{*}\left(u-{\dfrac {1}{2}}\tau \right)s\left(u+{\dfrac {1}{2}}\tau \right)\phi (\theta ,\tau )e^{-j\theta t-j\tau \omega +j\theta u}\,du\,d\tau \,d\theta ,}     (1)
{\displaystyle \phi (\theta ,\tau )}為一定義其分布及特性之二維函數。
維格納分布的核為一。但在一般型式裡任何分布的核為一沒有任何的意義，在其他狀況下維格納分布的核應為其他結果。

## 特徵方程式
特徵方程式為雙傅立葉轉換，從方程式(1)可以得到
{\displaystyle C(t,\omega )={\dfrac {1}{4\pi ^{2}}}\iint M(\theta ,\tau )e^{-j\theta t-j\tau \omega }\,d\theta \,d\tau }     (2)
{\displaystyle {\begin{alignedat}{2}M(\theta ,\tau )&=\phi (\theta ,\tau )\int s^{*}\left(u-{\dfrac {1}{2}}\tau \right)s\left(u+{\dfrac {1}{2}}\tau \right)e^{j\theta u}\,du\\&=\phi (\theta ,\tau )A(\theta ,\tau )\\\end{alignedat}}}     (3)
{\displaystyle A(\theta ,\tau )} 為對稱模糊函數，特徵方程式也可易被稱為廣義模糊函式。

## 分布之間轉換關係
假設有兩個分布 {\displaystyle C_{1}} and {\displaystyle C_{2}},個別對應核為 {\displaystyle \phi _{1}} and {\displaystyle \phi _{2}}，特徵方程式為
{\displaystyle M_{1}(\phi ,\tau )=\phi _{1}(\theta ,\tau )\int s^{*}\left(u-{\dfrac {1}{2}}\tau \right)s\left(u+{\dfrac {1}{2}}\tau \right)e^{j\theta u}\,du}     (4)
{\displaystyle M_{2}(\phi ,\tau )=\phi _{2}(\theta ,\tau )\int s^{*}\left(u-{\dfrac {1}{2}}\tau \right)s\left(u+{\dfrac {1}{2}}\tau \right)e^{j\theta u}\,du}     (5)
方程式(4)、(5)相除得
{\displaystyle M_{1}(\phi ,\tau )={\dfrac {\phi _{1}(\theta ,\tau )}{\phi _{2}(\theta ,\tau )}}M_{2}(\phi ,\tau )}     (6)
方程式(6)相當重要，其結果使其連接特徵方程式在有線區域內之核不為零。
欲獲得兩分布之間的關係，需使用雙傅立葉轉換並使用方程式(2)
{\displaystyle C_{1}(t,\omega )={\dfrac {1}{4\pi ^{2}}}\iint {\dfrac {\phi _{1}(\theta ,\tau )}{\phi _{2}(\theta ,\tau )}}M_{2}(\theta ,\tau )e^{-j\theta t-j\tau \omega }\,d\theta \,d\tau }     (7)
用{\displaystyle C_{2}}來表示{\displaystyle M_{2}}
{\displaystyle C_{1}(t,\omega )={\dfrac {1}{4\pi ^{2}}}\iiiint {\dfrac {\phi _{1}(\theta ,\tau )}{\phi _{2}(\theta ,\tau )}}C_{2}(t,\omega ^{'})e^{j\theta (t^{'}-t)+j\tau (\omega ^{'}-\omega )}\,d\theta \,d\tau \,dt^{'}\,d\omega ^{'}}     (8)
可改寫成
{\displaystyle C_{1}(t,\omega )=\iint g_{12}(t^{'}-t,\omega '-\omega )C_{2}(t,\omega ')\,dt^{'}\,d\omega '}     (9)
其中，
{\displaystyle g_{12}(t,\omega )={\dfrac {1}{4\pi ^{2}}}\iint {\dfrac {\phi _{1}(\theta ,\tau )}{\phi _{2}(\theta ,\tau )}}e^{j\theta t+j\tau \omega }\,d\theta \,d\tau }      (10)

## 頻譜與其他雙線性相互關係
我們專注於其中一個從任意代表性的頻譜轉換的情況，在方程式(9)中，{\displaystyle C_{1}}為頻譜圖而{\displaystyle C_{2}} 為任意數，為了簡化符號使用以下表示，{\displaystyle \phi _{SP}=\phi _{1}}, {\displaystyle \phi =\phi _{2}}, {\displaystyle g_{SP}=g_{12}}，可被表示為
{\displaystyle C_{SP}(t,\omega )=\iint g_{SP}(t^{'}-t,\omega ^{'}-\omega )C(t,\omega ^{'})\,dt^{'}\,d\omega ^{'}}     (11)
頻譜圖的核為
{\displaystyle {\begin{alignedat}{3}g_{SP}(t,\omega )&={\dfrac {1}{4\pi ^{2}}}\iint {\dfrac {A_{h}(-\theta ,\tau )}{\phi (\theta ,\tau )}}e^{j\theta t+j\tau \omega }\,d\theta \,d\tau \\&={\dfrac {1}{4\pi ^{2}}}\iiint {\dfrac {1}{\phi (\theta ,\tau )}}h^{*}(u-{\dfrac {1}{2}}\tau )h(u+{\dfrac {1}{2}}\tau )e^{j\theta t+j\tau \omega -j\theta u}\,du\,d\tau \,d\theta \\&={\dfrac {1}{4\pi ^{2}}}\iiint h^{*}(u-{\dfrac {1}{2}}\tau )h(u+{\dfrac {1}{2}}\tau ){\dfrac {\phi (\theta ,\tau )}{\phi (\theta ,\tau )\phi (-\theta ,\tau )}}e^{-j\theta t+j\tau \omega +j\theta u}\,du\,d\tau \,d\theta \\\end{alignedat}}}      (12)
令{\displaystyle \phi (-\theta ,\tau )\phi (\theta ,\tau )=1}, {\displaystyle g_{SP}(t,\omega )}為窗函數，然而在{\displaystyle -\omega }狀況下得
{\displaystyle g_{SP}(t,\omega )=C_{h}(t,-\omega )}     (13)
使其核滿足 {\displaystyle \phi (-\theta ,\tau )\phi (\theta ,\tau )=1}
{\displaystyle C_{SP}(t,\omega )=\iint C_{s}(t^{'},\omega ^{'})C_{h}(t^{'}-t,\omega ^{'}-\omega )\,dt^{'}\,d\omega ^{'}}     (14)
其核亦滿足{\displaystyle \phi (-\theta ,\tau )\phi (\theta ,\tau )=1}
其證明可見Janssen[4]. 當{\displaystyle \phi (-\theta ,\tau )\phi (\theta ,\tau )}不等於1時，
{\displaystyle C_{SP}(t,\omega )=\iiiint G(t^{''},\omega ^{''})C_{s}(t^{'},\omega ^{'})C_{h}(t^{''}+t^{'}-t,-\omega ^{''}+\omega -\omega ^{'})\,dt^{'}\,dt^{''}\,d\omega ^{\,}d\omega ^{''}}     (15)
{\displaystyle G(t,\omega )={\dfrac {1}{4\pi ^{2}}}\iint {\dfrac {e^{-j\theta t-j\tau \omega }}{\phi (\theta ,\tau )\phi (-\theta ,\tau )}}\,d\theta \,d\tau }     (16)